# Santa Cristina d'Aspromonte
Santa Cristina d'Aspromonte är en ort och kommun i storstadsregionen Reggio Calabria, innan 2017 provinsen Reggio Calabria, i regionen Kalabrien i Italien. Kommunen hade 870 invånare (2017).